# Chaebol
Các chaebol ((UK: /ˈtʃeɪbəl, ˈtʃeɪbɒl/ CHAY-bəl, CHAY-bol, US: /ˈtʃeɪboʊl, ˈdʒɛbəl/ CHAY-bohl, JEB-əl; tiếng Hàn: 재벌 [tɕɛbʌɭ] ⓘ, Chê-bôl) là các nhóm doanh nghiệp lớn tại Hàn Quốc tương tự như một tập đoàn đa quốc gia nhưng không có công ty mẹ hoặc cơ cấu sở hữu trung tâm, chúng thường được điều hành và kiểm soát bởi một cá nhân hoặc gia tộc duy nhất. Thông thường, chaebol là các tập đoàn đa quốc gia với tập hợp thành viên bao gồm rất nhiều doanh nghiệp độc lập nằm dưới sự điều khiển của một ông chủ duy nhất nắm quyền hành trên tất cả những cơ sở này. Thuật ngữ này lần đầu tiên xuất hiện vào năm 1984. Hiện nay, ở Hàn Quốc có khoảng vài chục nhóm chaebol như vậy nằm dưới sự điều khiển của những gia tộc kinh doanh lâu đời. Năm 2015, các gia tộc chaebol được cho là đã kiểm soát tới 80% nền kinh tế Hàn Quốc.
Nhờ quyền lực kinh tế, các chaebol cũng đóng một vai trò rất quan trọng trong các vấn đề chính trị tại Hàn Quốc. Ví dụ như vào năm 1988, chủ tịch của tập đoàn Hyundai lúc bấy giờ là ông Jeong Mong-jun đã trúng cử một ghế trong Quốc hội Hàn Quốc. Một số lãnh đạo chaebol khác cũng trúng cử đại biểu quốc hội thông qua cơ chế đại biểu tỷ lệ. Tuy nhiên, các Chaebol như tập đoàn Hyundai cũng là một trong những thành tố nổi bật nhất trong quá trình hòa giải mối quan hệ giữa hai miền Nam Bắc Triều Tiên kể từ năm 2000 tới nay. Nhiều công ty gia đình Hàn Quốc đã bị chỉ trích vì chi trả cổ tức thấp và các hoạt động quản trị khác có lợi cho các cổ đông kiểm soát thay vì các nhà đầu tư thông thường.

## Từ nguyên
"Chaebol" bắt nguồn từ chữ Latinh hóa McCune–Reischauer của từ tiếng Hàn 재벌 (chaebŏl), không có breve phía trên chữ o. Năm 2000, Bộ Du lịch Hàn Quốc đã giới thiệu một hệ thống mới để chuyển đổi tiếng Hàn sang bảng chữ cái La Mã, được gọi là Revised Romanization. Theo phong cách phiên âm mới, 재벌 được viết là jaebeol, không phải chaebol. Mặc dù McCune–Reischauer phần lớn đã bị loại bỏ ở Hàn Quốc, thuật ngữ này vẫn được viết phổ biến là chaebol.
Từ này bắt nguồn từ thuật ngữ Hán-Nhật zaibatsu (財閥), trong đó 財 nghĩa là "giàu có" 閥 nghĩa là "gia tộc" Các zaibatsu Nhật Bản thống trị nền kinh tế của họ từ năm 1868 cho đến khi họ bị giải thể trong thời kỳ Mỹ chiếm đóng Nhật Bản vào năm 1945. Sự trỗi dậy và phát triển của các chaebol Hàn Quốc tương tự như zaibatsu Nhật Bản ở thời kỳ đỉnh cao.
Từ này đã được du nhập vào tiếng Anh ít nhất là từ năm 1972.

## Lịch sử

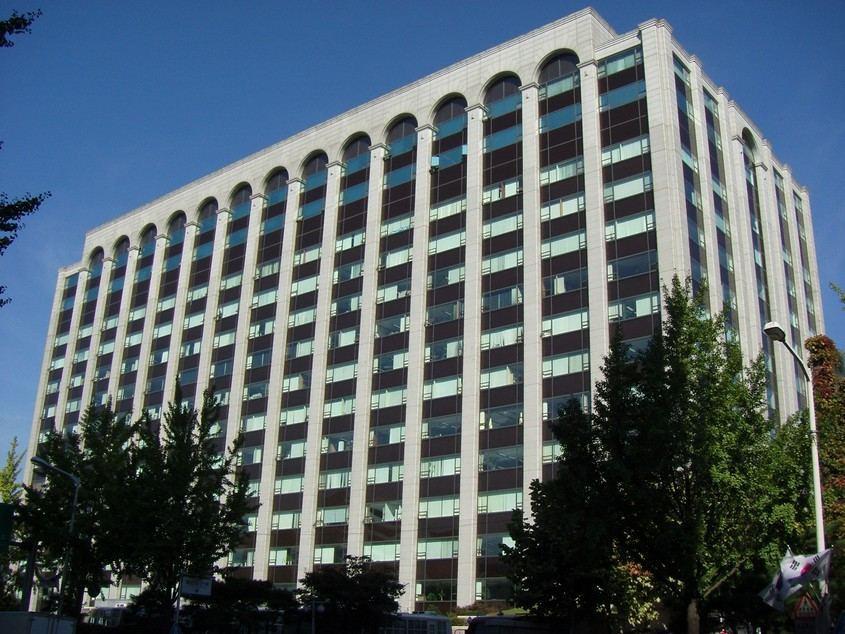
Trụ sở cũa của Hyundai tại Seoul

Nền kinh tế Hàn Quốc vẫn còn nhỏ bé và chủ yếu dựa vào nông nghiệp cho đến tận giữa thế kỷ 20. Tuy nhiên, các chính sách của Tổng thống Park Chung Hee đã thúc đẩy quá trình công nghiệp hóa nhanh chóng bằng cách khuyến khích các doanh nghiệp lớn, sau khi ông lên nắm quyền vào năm 1961. Kế hoạch Kinh tế 5 năm lần thứ nhất của chính phủ đã đặt ra chính sách công nghiệp hướng tới đầu tư mới, và các chaebol được bảo lãnh vay vốn từ ngành ngân hàng. Các chaebol đóng vai trò then chốt trong việc phát triển các ngành công nghiệp, thị trường và sản xuất xuất khẩu mới, góp phần đưa Hàn Quốc trở thành một trong Bốn Con Hổ Châu Á.
Mặc dù các chương trình công nghiệp lớn của Hàn Quốc chỉ bắt đầu vào đầu những năm 1960, nhưng nguồn gốc của giới tinh hoa doanh nhân nước này đã được tìm thấy trong nền kinh tế chính trị của những năm 1950. Rất ít người Hàn Quốc sở hữu hoặc quản lý các tập đoàn lớn trong thời kỳ thuộc địa Nhật Bản. Sau khi Nhật Bản rời đi vào năm 1945, một số doanh nhân Hàn Quốc đã mua lại tài sản của một số công ty Nhật Bản, một số trong số đó đã phát triển thành các chaebol vào những năm 1990.
Chính quyền thuộc địa Nhật Bản đôi khi tìm cách thâu tóm các doanh nhân địa phương, và những cá nhân giàu có thường gắn liền với quyền sở hữu đất đai, và một số ít ngành công nghiệp thuộc sở hữu chung của các doanh nghiệp Nhật Bản và Hàn Quốc. Một vài chaebol Hàn Quốc như Kyungbang đã ra đời trong thời kỳ này.
Các công ty này, cũng như một số công ty khác được thành lập vào cuối những năm 1940 và đầu những năm 1950, có mối liên hệ chặt chẽ với nền Đệ nhất Cộng hòa của Syngman Rhee, tồn tại từ năm 1948 đến năm 1960. Nhiều công ty trong số này được xác nhận đã nhận được sự ưu đãi đặc biệt từ chính phủ để đổi lấy tiền hối lộ và các khoản thanh toán khác.
Khi quân đội lên nắm quyền vào năm 1961, các nhà lãnh đạo tuyên bố sẽ xóa bỏ nạn tham nhũng đã hoành hành trong chính quyền Rhee và xóa bỏ "bất công" khỏi xã hội. Một số nhà công nghiệp hàng đầu đã bị bắt và bị buộc tội tham nhũng, nhưng chính phủ mới nhận ra rằng họ sẽ cần sự giúp đỡ của các doanh nhân nếu muốn thực hiện được các kế hoạch hiện đại hóa nền kinh tế đầy tham vọng của chính phủ. Một thỏa hiệp đã đạt được, theo đó nhiều lãnh đạo doanh nghiệp bị cáo buộc đã nộp tiền phạt cho chính phủ. Sau đó, đã có sự hợp tác ngày càng tăng giữa các nhà lãnh đạo doanh nghiệp và chính phủ trong việc hiện đại hóa nền kinh tế.:152
Sự hợp tác giữa chính phủ và các chaebol đóng vai trò thiết yếu cho sự tăng trưởng kinh tế sau này và những thành công đáng kinh ngạc bắt đầu từ đầu những năm 1960. Được thúc đẩy bởi nhu cầu cấp thiết phải chuyển hướng nền kinh tế từ hàng tiêu dùng và công nghiệp nhẹ sang các ngành công nghiệp nặng, hóa chất và thay thế nhập khẩu, các nhà lãnh đạo chính trị và các nhà hoạch định chính phủ đã dựa vào ý tưởng và sự hợp tác của các nhà lãnh đạo chaebol. Chính phủ đưa ra các kế hoạch chi tiết cho việc mở rộng công nghiệp; các chaebol hiện thực hóa các kế hoạch. Tuy nhiên, quá trình công nghiệp hóa do chaebol dẫn đầu đã đẩy nhanh sự tập trung vốn mang tính độc quyền và độc quyền nhóm và các hoạt động có lợi nhuận kinh tế vào tay một số ít các tập đoàn.
Park Chung Hee đã sử dụng chaebol như một phương tiện tăng trưởng kinh tế. Xuất khẩu được khuyến khích, đảo ngược chính sách phụ thuộc vào nhập khẩu của Rhee. Hạn ngạch hiệu suất được thiết lập.
Các chaebol có thể phát triển nhờ hai yếu tố: vốn vay nước ngoài và các ưu đãi đặc biệt. Việc tiếp cận công nghệ nước ngoài cũng rất quan trọng đối với sự phát triển của các chaebol trong suốt những năm 1980. Dưới chiêu bài "chủ nghĩa tư bản có định hướng", chính phủ đã lựa chọn các công ty để thực hiện các dự án và phân bổ vốn từ các khoản vay nước ngoài. Chính phủ bảo lãnh việc hoàn trả trong trường hợp một công ty không thể trả nợ cho các chủ nợ nước ngoài. Các khoản vay bổ sung đã được cung cấp từ các ngân hàng trong nước. Vào cuối những năm 1980, các chaebol thống trị lĩnh vực công nghiệp và đặc biệt phổ biến trong các ngành sản xuất, thương mại và công nghiệp nặng.
Các chaebol đã trải qua sự tăng trưởng vượt bậc bắt đầu từ đầu những năm 1960 liên quan đến việc mở rộng xuất khẩu của Hàn Quốc. Sự tăng trưởng này là kết quả của việc sản xuất đa dạng các loại hàng hóa thay vì chỉ một hoặc hai sản phẩm. Sự đổi mới và mong muốn phát triển các dòng sản phẩm mới là rất quan trọng. Trong những năm 1950 và đầu những năm 1960, các chaebol tập trung vào tóc giả và hàng dệt may; Đến giữa những năm 1970 và 1980, các ngành công nghiệp nặng, quốc phòng và hóa chất đã trở nên chiếm ưu thế. Mặc dù những hoạt động này rất quan trọng vào đầu những năm 1990, nhưng sự tăng trưởng thực sự đã diễn ra trong các ngành công nghiệp điện tử và công nghệ cao. Các Chaebol cũng góp phần chuyển đổi thâm hụt thương mại năm 1985 thành thặng dư thương mại năm 1986. Tuy nhiên, cán cân tài khoản vãng lai đã giảm từ hơn 14 tỷ đô la Mỹ năm 1988 xuống còn 5 tỷ đô la Mỹ năm 1989.
Các chaebol tiếp tục tăng trưởng bùng nổ trên thị trường xuất khẩu trong những năm 1980. Đến cuối những năm 1980, họ đã trở nên độc lập và an toàn về tài chính, do đó không còn cần đến tín dụng và hỗ trợ từ chính phủ nữa.
Đến những năm 1990, Hàn Quốc là một trong những quốc gia công nghiệp mới lớn nhất và tự hào có mức sống tương đương với các nước công nghiệp hóa.

Trụ sở cũ của Daewoo Group đã giải thể, từng là tập đoàn lớn thứ hai tại Hàn Quốc

Tổng thống Kim Young-sam bắt đầu thách thức các chaebol, nhưng phải đến cuộc khủng hoảng tài chính châu Á năm 1997, những điểm yếu của hệ thống này mới được nhận thức rộng rãi. Trong số 30 chaebol lớn nhất, 11 công ty đã sụp đổ từ tháng 7 năm 1997 đến tháng 6 năm 1999. Ban đầu, cuộc khủng hoảng là do đồng tiền giảm mạnh và dẫn đến những lo ngại ngay lập tức về dòng tiền cần thiết để trả nợ nước ngoài; tuy nhiên, chi phí thấp hơn cuối cùng đã giúp các chaebol mạnh hơn mở rộng thương hiệu của họ sang các thị trường phương Tây. Tuy nhiên, sự suy giảm của các thị trường xuất khẩu lân cận ở Đông Nam Á, vốn đã thúc đẩy tăng trưởng bằng cách gánh chịu các khoản nợ lớn, đã gây ra thảm họa cho nhiều nước. Các chaebol còn lại cũng trở nên chuyên môn hóa hơn nhiều trong trọng tâm của họ. Ví dụ, với dân số đứng thứ 26 trên thế giới, trước cuộc khủng hoảng, đất nước này có bảy nhà sản xuất ô tô lớn. Sau đó, chỉ có hai nhà sản xuất lớn vẫn còn nguyên vẹn mặc dù hai nhà sản xuất khác vẫn tiếp tục hoạt động, với năng lực nhỏ hơn, thuộc General Motors và Renault. Các khoản nợ của chaebol không chỉ đối với các ngân hàng công nghiệp nhà nước mà còn đối với các ngân hàng độc lập và các công ty con cung cấp dịch vụ tài chính của họ. Quy mô vỡ nợ khiến các ngân hàng không thể tịch thu hay xóa nợ xấu mà không tự sụp đổ, do đó việc không trả được nợ nhanh chóng đã gây ra một cuộc khủng hoảng hệ thống ngân hàng, và Hàn Quốc đã phải nhờ đến sự hỗ trợ của IMF. Ví dụ điển hình nhất xảy ra vào giữa năm 1999, với sự sụp đổ của Tập đoàn Daewoo, nơi có khoảng 80 tỷ đô la Mỹ nợ chưa trả. Vào thời điểm đó, đây là vụ phá sản doanh nghiệp lớn nhất trong lịch sử.
Các cuộc điều tra cũng phơi bày tình trạng tham nhũng tràn lan trong các chaebol, đặc biệt là gian lận kế toán và hối lộ.
Tuy nhiên, Hàn Quốc đã nhanh chóng phục hồi sau khủng hoảng, và phần lớn trách nhiệm về các vấn đề kinh tế được đổ lên IMF. Các chaebol còn lại đã tăng trưởng đáng kể kể từ cuộc khủng hoảng, nhưng họ vẫn duy trì mức nợ thấp hơn nhiều.
Năm 2019, doanh thu của chaebol lớn nhất, Samsung, chiếm khoảng 17% GDP của Hàn Quốc  với hàng tỷ đô la tiền mặt mà công ty nắm giữ. Năm 2023, doanh thu của bốn chaebol hàng đầu (Samsung, SK, Hyundai và LG) chiếm 40,8% GDP của Hàn Quốc, và ba mươi chaebol hàng đầu chiếm 76,9% GDP.
Tuy nhiên, các báo cáo tài chính gần đây của các tập đoàn này cho thấy các tập đoàn này đang dần mất đi quyền lực do sự cạnh tranh quốc tế hoặc sự gián đoạn nội bộ từ các công ty khởi nghiệp mới nổi. Lợi nhuận/thu nhập ròng của các tập đoàn hàng đầu Hàn Quốc đã giảm từ năm 2012 đến năm 2015.

## Quản trị doanh nghiệp

### Cơ cấu quản lý
Một số chaebol là một tập đoàn lớn, trong khi những chaebol khác lại chia thành các nhóm công ty riêng biệt có mối liên hệ lỏng lẻo, cùng chung một tên gọi. Ngay cả trong trường hợp sau, mỗi chaebol hầu như luôn được sở hữu, kiểm soát hoặc quản lý bởi cùng một tập đoàn gia đình.
Các chaebol của Hàn Quốc thường được so sánh với các keiretsu (系列, hệ liệt) của Nhật Bản, những tập đoàn kế thừa của zaibatsu thời kỳ trước năm 1945, nhưng chúng có một số điểm khác biệt lớn
- Các chaebol vẫn chủ yếu được kiểm soát bởi các gia đình sáng lập, trong khi keiretsu được kiểm soát bởi các nhóm quản lý chuyên nghiệp. Hơn nữa, các chaebol có tính chất dựa trên gia đình và định hướng gia đình nhiều hơn so với các đối tác Nhật Bản.
- Các chaebol tập trung quyền sở hữu trong khi keiretsu phân cấp hơn.
- Các chaebol thường thành lập các công ty con để sản xuất linh kiện xuất khẩu, trong khi các tập đoàn lớn của Nhật Bản chủ yếu chuyển sang thuê các nhà thầu bên ngoài.[21]
- Sự khác biệt lớn về cấu trúc giữa các chaebol Hàn Quốc và keiretsu Nhật Bản là các chaebol không có ngân hàng liên kết để tiếp cận tín dụng. Hầu hết đều phụ thuộc rất nhiều vào các khoản vay và bảo lãnh vay của chính phủ trong những năm đầu hoạt động, và họ vẫn có mối quan hệ chặt chẽ hơn với chính phủ so với các đối tác Nhật Bản. Các chaebol phần lớn bị cấm sở hữu các ngân hàng tư nhân, một phần để phân tán rủi ro và một phần để tăng cường sự kiểm soát nhà nước trong lĩnh vực ngân hàng trong như phân bổ tín dụng. Vào năm 1990, các quy định của chính phủ đã khiến các chaebol khó phát triển mối quan hệ ngân hàng độc quyền, nhưng sau sự sụp đổ hàng loạt vào cuối những năm 1990, các quy định này đã phần nào được nới lỏng. Keiretsu trước đây thường hợp tác với một ngân hàng liên kết, cho phép các công ty liên kết tiếp cận tín dụng gần như không giới hạn,[21] vì vậy các vấn đề kinh tế mà Nhật Bản được biết đến là các ngân hàng zombie chứ không phải là các cuộc khủng hoảng hệ thống ngân hàng. Tuy nhiên, nhiều keiretsu lớn nhất đã đa dạng hóa các hoạt động nợ của mình, và việc bán trái phiếu công đã trở nên khá phổ biến.

Mô hình chaebol phụ thuộc rất nhiều vào một hệ thống sở hữu liên kết phức tạp. Chủ sở hữu, với sự giúp đỡ của các thành viên gia đình, các tổ chức từ thiện do gia đình sở hữu và các nhà quản lý cấp cao từ các công ty con, chỉ phải kiểm soát ba hoặc bốn công ty đại chúng, các công ty này kiểm soát các công ty khác kiểm soát các công ty con. Một ví dụ điển hình cho thực tiễn này là chủ sở hữu của Doosan, người kiểm soát hơn 20 công ty con nhưng chỉ nắm giữ một phần nhỏ cổ phần trong khoảng 5 công ty.

### Vốn chủ sở hữu
Chủ tịch của một chaebol điển hình sở hữu một phần nhỏ vốn chủ sở hữu trong các công ty thuộc quyền quản lý của chaebol nhưng lại rất có quyền lực trong việc ra quyết định và kiểm soát toàn bộ hoạt động quản lý. Ví dụ, Samsung sở hữu 0,5% cổ phần của các công ty niêm yết thuộc tập đoàn. Điều này cho thấy sự yếu kém trong pháp luật. Phương pháp cho phép loại hình sở hữu này được gọi là sở hữu chéo, một cấu trúc theo chiều ngang và chiều dọc giúp tăng cường quyền kiểm soát của chủ tịch.

### Văn hóa công sở
Văn hóa điển hình tại một trong những tập đoàn này mang tính gia trưởng cao độ. Phần lớn môi trường làm việc được định hình bởi vị chủ tịch, người đóng vai trò như một "người cha" đối với cấp dưới. Điều này có thể bắt nguồn từ sự truyền bá các giá trị Tân Nho giáo thấm nhuần vào xã hội Hàn Quốc Thái độ của người đứng đầu chaebol đối với nhân viên có thể được mô tả là "yêu thương" nhưng vẫn duy trì "sự nghiêm khắc và tinh thần trách nhiệm". Nhân viên cam kết làm việc nhiều giờ, đặc biệt là vào cuối tuần và ngày lễ, để xoa dịu cấp trên. Các buổi đi chơi và tiệc tùng của công ty thường là bắt buộc để nuôi dưỡng cảm giác gia đình và sự gắn kết giữa các nhân viên. Các nhà tuyển dụng tin rằng việc tăng cường mối quan hệ gắn bó giữa họ sẽ mang lại sự thịnh vượng và năng suất cho công ty. Các hoạt động khác mà các nơi làm việc phương Tây không có bao gồm tặng quà cho nhân viên và sắp xếp các cuộc hẹn hò cho những người đang tìm kiếm mối quan hệ hoặc hôn nhân.
Các Chaebol nổi tiếng là có hệ thống phân cấp. Do đó, việc một cá nhân thách thức hoặc đặt câu hỏi về quyết định của sếp mình là điều bất thường. Động lực này góp phần vào văn hóa tập trung vào người chịu trách nhiệm nhưng có thể dẫn đến những tình huống không mong muốn. Ví dụ, vụ tai nạn chuyến bay 214 của Asiana khiến các nhà phê bình suy đoán rằng các yếu tố văn hóa đã ngăn cản phi công trên máy bay hủy bỏ việc hạ cánh ở tốc độ thấp và do đó đi chệch khỏi mệnh lệnh của cấp trên. Việc thăng chức hiếm khi dựa trên năng lực. Thay vào đó, nó dựa trên thứ tự tuổi tác và thời gian phục vụ cho tập đoàn. Điều này được phản ánh bởi thực tế là hầu hết các giám đốc điều hành đều lớn tuổi hơn nhiều so với nhân viên của họ. Nếu một nhân viên không đạt được vị trí điều hành hoặc quản lý cấp cao trước tuổi năm mươi, người đó thường bị buộc phải từ chức. Một lần nữa, điều này là do động lực phân cấp tuổi tác trong văn hóa Nho giáo Hàn Quốc. Một công ty điển hình rất coi trọng lòng trung thành với công ty, như đã được thể hiện trong quy trình tuyển dụng tiêu chuẩn. Nhân viên mới được tuyển dụng sẽ trải qua quá trình nhập môn chuyên sâu, bao gồm các hoạt động như trại huấn luyện và hát những bài hát đặc trưng của công ty, khẳng định lại mục tiêu sản xuất của công ty.

### Sự trỗi dậy và lạm phát
Nguồn gốc của hệ thống chaebol ở Hàn Quốc xuất phát từ hậu quả của Chiến tranh Triều Tiên. Chiến tranh đã gây ra nhiều tàn phá và làm đình trệ sản xuất công nghiệp, khiến chính phủ phải in tiền để chi trả cho chiến tranh và đáp ứng các yêu cầu của lực lượng Liên Hợp Quốc về tiền tệ Hàn Quốc, tất cả những điều này đã gây ra lạm phát hàng loạt. Lạm phát này khiến giá nhiều mặt hàng tăng gấp đôi sau mỗi sáu tháng.
Chính phủ đã phải phản ứng và đưa ra một kế hoạch cung cấp các ưu đãi tài chính mạnh mẽ cho các công ty tư nhân trong giai đoạn 1960 và 1970. Điều này bao gồm việc chính phủ lựa chọn các doanh nghiệp gia đình khác nhau để phân phối các ưu đãi (nguyên liệu thô nhập khẩu, hàng hóa, vay ngân hàng). Tác động này diễn ra ngay lập tức và hầu hết các doanh nghiệp đều phát triển nhanh chóng. Việc bảo vệ các công ty non trẻ đã cho phép chúng phát triển nhờ thị trường được quản lý chặt chẽ, ngăn chặn các công ty nước ngoài tham gia. Nhiều công ty không thuộc nhóm doanh nghiệp này coi hệ thống là khiếm khuyết và tham nhũng.  Các vụ bê bối tham nhũng đã xảy ra định kỳ trong tất cả các chaebol. Những sự việc như vậy cho thấy một hình thức "chủ nghĩa tư bản thân hữu" phổ biến ở các nước đang phát triển.

### Trách nhiệm giải trình về giao dịch thị trường nội bộ
Do chính phủ đưa ra các ưu đãi để hỗ trợ doanh nghiệp, nên họ có quyền kiểm soát rất lớn đối với họ. Tuy nhiên, không có cách nào để đảm bảo các doanh nghiệp sử dụng các ưu đãi này một cách hiệu quả. Nói cách khác, không có hệ thống giám sát bên ngoài nào để giám sát các chaebol và đảm bảo họ phân bổ nguồn lực hiệu quả. Tất cả các doanh nghiệp đều thực hiện các giao dịch thị trường nội bộ, bao gồm "mua bán đầu vào trung gian, cung cấp và nhận tài sản thế chấp vay vốn, và cung cấp và nhận bảo lãnh thanh toán giữa các công ty thành viên trong một tập đoàn kinh doanh". Vấn đề hiệu quả đặt ra, đặc biệt là trong sản xuất và quản lý. Do đó, hệ thống chaebol không thực sự minh bạch. Đằng sau hậu trường, các doanh nghiệp được cung cấp tài chính công ty con và các giao dịch nội bộ tập đoàn. Điều này cho phép họ vay vốn dễ dàng để trang trải thâm hụt, và trước cuộc khủng hoảng tài chính châu Á năm 1997, các khoản nợ khổng lồ đã tích tụ, nhiều khoản trong số đó bị che giấu. Điều này tạo ra ảo tưởng rằng hệ thống này đã phát triển mạnh mẽ vào những năm 1990.

### Quan hệ với các nhà đầu tư nước ngoài
Theo Trung tâm Ngoại ngữ thuộc Viện Ngôn ngữ Quốc phòng, phần lớn nền kinh tế Hàn Quốc được thúc đẩy bởi xuất khẩu. Hàn Quốc là một trong những quốc gia xuất khẩu hàng đầu thế giới. Ngoài ra, phần lớn các nhà đầu tư trên thị trường chứng khoán Hàn Quốc là nhà đầu tư nước ngoài. Trong số 711 công ty niêm yết trên thị trường chứng khoán Hàn Quốc, có khoảng 683 công ty có cổ phiếu do nhà đầu tư nước ngoài nắm giữ. Gần một phần ba giá trị thị trường thuộc sở hữu của người nước ngoài, một xu hướng được dự đoán sẽ tiếp tục.
Do vai trò quan trọng của họ trên thị trường chứng khoán Hàn Quốc, các nhà đầu tư nước ngoài đóng một vai trò to lớn trong việc các tập đoàn chaebol có duy trì được thành công về mặt tài chính hay không. Các nhà đầu tư nước ngoài có xu hướng tránh các chaebol, đặc biệt là những công ty có ảnh hưởng chính trị lớn ở Hàn Quốc, như Samsung và Hyundai. Các nhà đầu tư không muốn đầu tư vào các doanh nghiệp có sự chênh lệch quyền kiểm soát-quyền sở hữu lớn vì những công ty này có xu hướng lừa đảo cổ đông để có được lợi nhuận tài chính cá nhân cao hơn. Thông tin này cực kỳ hữu ích, đặc biệt là khi xác định lý do tại sao các tập đoàn tham nhũng này vẫn được hỗ trợ mạnh mẽ, xét đến việc các nhà đầu tư nước ngoài tỏ ra ít quan tâm đến họ. Tuy nhiên, một nghiên cứu được công bố trên Tạp chí Kinh tế Nhật Bản và Quốc tế cho thấy sau cuộc khủng hoảng tài chính châu Á năm 1997, các mô hình hành vi đầu tư nước ngoài đã thay đổi mạnh mẽ. Mặc dù các nhà đầu tư nước ngoài thích nắm giữ cổ phiếu của các công ty lớn có biên lợi nhuận và thanh khoản cao, nhưng họ không thể hiện bất kỳ sự quan tâm cụ thể nào đến các công ty chaebol hoặc không phải chaebol. Tính đến tháng 1 năm 2025, nhiều tập đoàn Chaebol có tỷ lệ nhà đầu tư nước ngoài cao, với Samsung Electronics là 73% và Hyundai Motors là 50% SK Hynics là 55.8%. Tuy nhiên, các chaebol vẫn có thể tồn tại, làm nổi bật mức độ quyền lực và viện trợ mà họ nhận được từ chính phủ Hàn Quốc.

### "Quá lớn để có thể bị sụp đổ"
Trong cuộc khủng hoảng tài chính châu Á năm 1997, các chủ ngân hàng lo ngại rằng các chaebol sẽ phá sản nên họ cho phép các doanh nghiệp này đảo nợ mỗi khi họ không thể trả nợ. Nhiều người không tin rằng các chaebol có khả năng sụp đổ và họ càng vay nhiều thì càng an toàn.
Tuy nhiên, lý thuyết này đã bị chứng minh là sai khi nhiều doanh nghiệp sụp đổ trong cuộc khủng hoảng. Vì chúng được liên kết với nhau thông qua các khoản bảo lãnh nợ, nhiều công ty đã rơi vào phản ứng dây chuyền. Việc tập trung vào việc mở rộng năng lực đã tạo ra khoản nợ có thể quản lý được khi nền kinh tế đang tăng trưởng. Tuy nhiên, khi nền kinh tế trì trệ, tỷ lệ nợ trên vốn chủ sở hữu trở thành một vấn đề lớn.
Kể từ cuộc khủng hoảng, các chaebol có ít nợ hơn và ít bị tổn thương hơn trước các cuộc khủng hoảng tương tự, như đã được chứng minh trong cuộc khủng hoảng năm 2008. Tuy nhiên, với sự phát triển của số ít các chaebol còn lại, mỗi chaebol chiếm một phần lớn hơn trong nền kinh tế, với các chaebol lớn nhất chiếm (theo doanh thu bán hàng) một phần đáng kể trong GDP của Hàn Quốc.

### Hành vi độc quyền
Chính sách bảo hộ và sự ưu đãi của chính phủ đã tạo điều kiện cho các chaebol thể hiện hành vi độc quyền. Việc thiếu một thị trường không có sự can thiệp đồng nghĩa với việc "cạnh tranh thực sự" trở nên hiếm hoi ở Hàn Quốc. Đặc biệt là trong giai đoạn trước cuộc khủng hoảng tài chính châu Á 1997, người dân Hàn Quốc chỉ có thể tiếp cận các sản phẩm do các chaebol sản xuất. Do đó, cấu trúc xã hội của đất nước này thiếu một nền văn hóa chào đón tinh thần khởi nghiệp. Cường độ và mức độ tập trung thị trường trở nên rõ ràng khi 80% GDP của đất nước đến từ các chaebol. Tập đoàn lớn nhất trong số này, Samsung, xuất khẩu 20% hàng hóa và dịch vụ của Hàn Quốc. Mặc dù không còn được chính phủ hỗ trợ tài chính, các công ty này đã đạt được quy mô kinh tế ở mức độ lớn đến mức một công ty khởi nghiệp hoặc doanh nghiệp vừa và nhỏ (SME) rất khó vượt qua những rào cản gia nhập cao. Phần lớn các công ty nhỏ này cuối cùng đã bị các chaebol mua lại, qua đó gia tăng quy mô và sự thống trị kinh tế của họ. Trong những năm gần đây, xu hướng mở rộng quy mô toàn cầu đang gia tăng trong giới doanh nhân Hàn Quốc đầy tham vọng. Ngược lại, các chaebol cũng đã chuyển tiền ra nước ngoài với sự ủng hộ ngầm của chính phủ Hàn Quốc và đầu tư vào các doanh nghiệp thương mại, đặc biệt là tại khu phố Hàn Quốc ở Manhattan, Thành phố New York.
Cho đến ngày nay, các chaebol vẫn duy trì sự thống trị trong mọi ngành công nghiệp. Việc giảm thuế quan và bãi bỏ các quy định thương mại được thiết kế để bảo vệ các tập đoàn Hàn Quốc đã dẫn đến sự gia tăng cạnh tranh từ nước ngoài. Tuy nhiên, trong số các công ty trong nước, các chaebol vẫn giữ nguyên thị phần của mình. Đáng chú ý nhất, sự gia nhập của Apple vào thị trường điện thoại thông minh đã gây áp lực buộc đối thủ Samsung phải đa dạng hóa các nguồn doanh thu từ nước ngoài. Tất cả trừ 3 trong số 50 công ty hàng đầu được niêm yết trên Sàn giao dịch chứng khoán Hàn Quốc đều được chỉ định là chaebol, và mặc dù các chaebol chỉ chiếm hơn 10% lực lượng lao động của đất nước, bốn chaebol lớn nhất nắm giữ 70% tổng vốn hóa thị trường và tất cả các chaebol cùng nắm giữ 77% vào cuối những năm 2010. Do đó, các chaebol có nhiều quyền mặc cả hơn và thường thực hiện các hành động định giá gây áp lực lên cả nhà cung cấp và người tiêu dùng. Thông thường, các công ty trong chuỗi cung ứng không tăng đủ biên lợi nhuận để mở rộng và do đó không bao giờ thấy tăng trưởng. Sự thông đồng giữa các chaebol là phổ biến. Các hành vi ấn định giá đồng nghĩa với việc người tiêu dùng phải trả giá cao hơn cho hầu hết hàng hóa và dịch vụ. Ví dụ, năm 2012, Samsung và LG Electronics đã bị phạt vì thông đồng tăng giá các thiết bị gia dụng.

### Quan hệ chính phủ, tham nhũng và lạm quyền

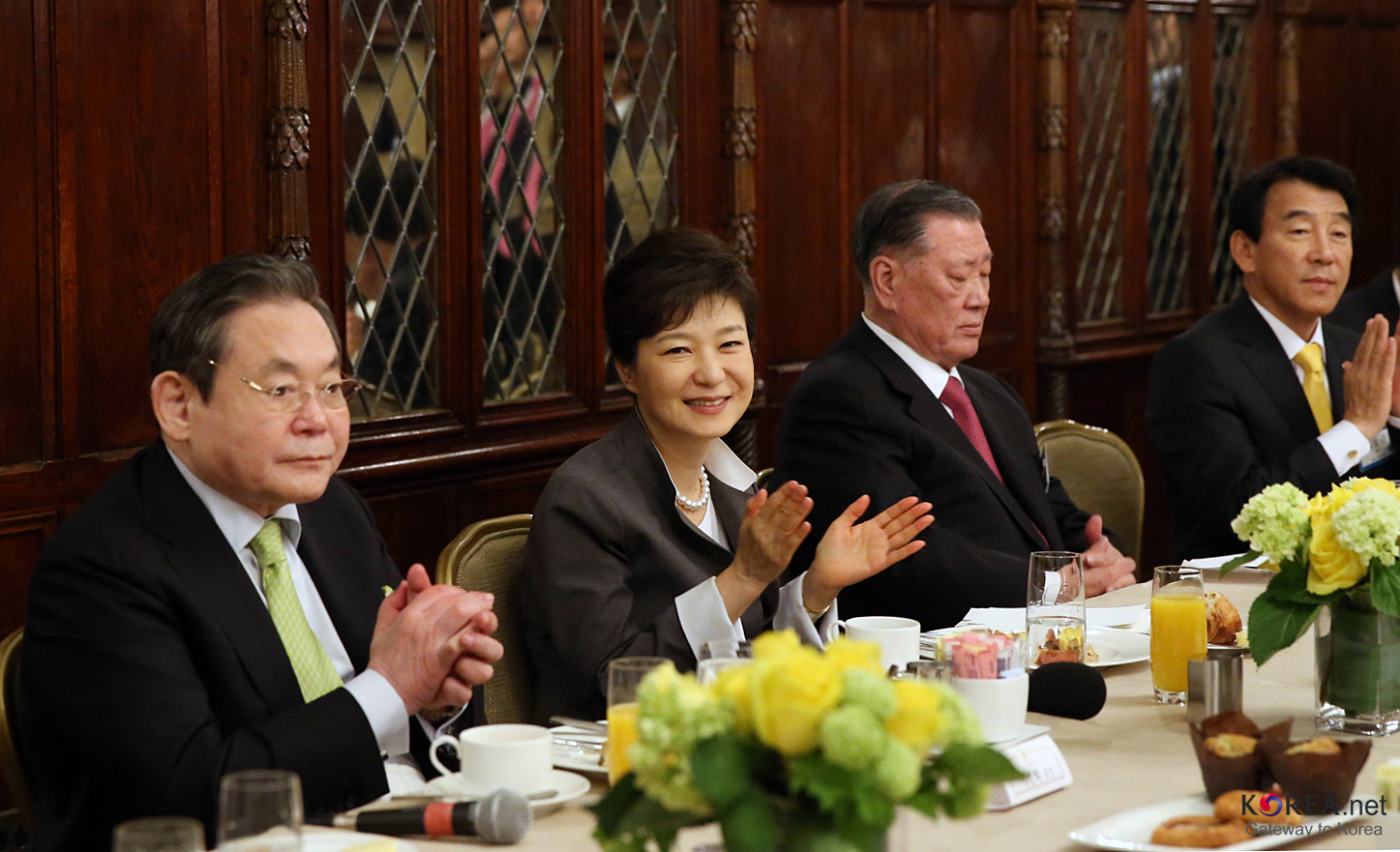
Tổng thống Hàn Quốc Park Geun-hye tại buổi gặp mặt ăn sáng với các ông trùm kinh doanh Lee Kun-hee và Chung Mong-koo

Kể từ khi các chaebol ra đời, chính phủ đã can thiệp chặt chẽ vào các vấn đề của các tập đoàn này. Nhiều cải cách được ban hành trong những năm qua, đặc biệt là dưới thời Tổng thống Kim Dae-jung, đã triệt phá nạn hối lộ và ưu đãi. Hơn nữa, nhà nước không còn là cổ đông lớn của bất kỳ chaebol nào nữa. Tuy nhiên, quy mô và sự giàu có của họ đã được sử dụng để giành ảnh hưởng. Phần lớn, chính phủ coi chức năng của các chaebol là rất quan trọng đối với nền kinh tế Hàn Quốc. Khi Tổng thống Lee Myung-Bak nhậm chức, ông đã ân xá cho Chủ tịch Tập đoàn Samsung Lee Kun-Hee về tội trốn thuế. Sau đó, Tổng thống Lee tiếp tục ủng hộ các thỏa thuận có lợi cho chaebol, bao gồm hợp đồng năng lượng hạt nhân với thành phố Abu Dhabi, và nới lỏng luật cấm các tập đoàn này sở hữu các công ty dịch vụ tài chính. Lãnh đạo Samsung không phải là chủ tịch tập đoàn tài phiệt duy nhất được miễn án hình sự. Choi Tae-Won của Tập đoàn SK, Chung Mong-Koo của Hyundai, Kim Seung-Youn của Hanwha và Shin Dong-bin của Lotte  là một vài ví dụ về các chủ tịch đã bị buộc tội, kết án hoặc hiện đang thụ án tù vì tội phạm kinh tế. Các cáo buộc bao gồm hối lộ, trốn thuế, gian lận kế toán, tham ô và tội phạm bạo lực. Thông thường, các chủ tịch tập đoàn tài phiệt được ân xá. Trong trường hợp hiếm hoi mà một giám đốc điều hành bị kết án tù, như trường hợp các giám đốc điều hành của SK và tập đoàn CJ, thì hình phạt thường tương đối nhẹ, lên đến 4 năm tùy thuộc vào tội danh.
Sự thông đồng giữa các thành viên chaebol và chính phủ đã trao cho các công ty địa vị ưu đãi. Một chaebol sẽ chuyển hối lộ cho các chính trị gia và quan chức thông qua quỹ đen và các khoản đóng góp bất hợp pháp. Điều này có thể giúp duy trì vị thế quyền lực của chính phủ, cho phép họ giành được các hợp đồng cho các dự án lớn của chính phủ và tạo điều kiện thuận lợi cho các công ty tài trợ. Các ví dụ về loại tham nhũng này rất phổ biến trong những năm trước cuộc khủng hoảng tài chính châu Á năm 1997. Nhiều công ty được hưởng lợi từ mối quan hệ này đang nợ nần chồng chất, quản trị doanh nghiệp kém và hoạt động kém hiệu quả. Đã có một dòng vốn đổ vào khổng lồ và sự thay đổi quy định có lợi cho các công ty có vấn đề này. Tập đoàn Hanbo, trước đây là nhà sản xuất thép lớn thứ hai của Hàn Quốc, là một ví dụ điển hình về điều này. Vào những năm 1990, công ty đã chi trả cho các thỏa thuận đặc biệt với các chính trị gia cấp cao để có thể đảm bảo các hợp đồng cho các dự án lớn của chính phủ so với các đối thủ cạnh tranh. Hanbo đã phá sản vào năm 1997 sau khi vỡ nợ cùng với các vấn đề quản trị khác. Nhiều công ty chaebol đã có các thỏa thuận riêng tương tự với chính phủ theo cách này. Điều này phổ biến nhất ở các công ty kinh doanh các ngành công nghiệp nặng hoặc các dự án liên quan đến mua sắm của chính phủ và quy hoạch đô thị. Trong quá khứ, hầu hết các cuộc bầu cử chính trị thành công đều giành được chiến thắng nhờ sự ủng hộ của chaebol. Mỗi khi một chính quyền hoặc chế độ mới lên nắm quyền, họ sẽ hướng nền tảng chính sách của mình theo hướng phục hồi chaebol. Điều này dựa trên tuyên bố rằng để trở thành một nền kinh tế cạnh tranh, cần phải trao nhiều quyền lực hơn cho các chaebol. Trong những năm gần đây, các đảng phái chính trị hàng đầu của Hàn Quốc đã chuyển trọng tâm từ việc hỗ trợ các tập đoàn lớn sang thúc đẩy đa dạng hóa kinh tế.

## Cải cách
Nhiều cải cách khác nhau đã được đề xuất hoặc ban hành để giải quyết ảnh hưởng, quyền lực và tham nhũng liên quan đến các chaebol, mặc dù vẫn còn nhiều nghi vấn về khả năng cải cách thực sự.

### Thỏa thuận của IMF
Dưới thời Kim Dae-Jung và sau cuộc khủng hoảng tài chính châu Á 1997, nhiều cải cách đã được thực hiện đối với các chaebol. Hầu hết những thay đổi này liên quan đến cơ cấu doanh nghiệp, tính minh bạch trong báo cáo tài chính, cắt giảm trợ cấp của chính phủ, quản trị doanh nghiệp và ổn định nợ. Năm 1997, IMF đã cung cấp khoản vay cứu trợ 60 tỷ đô la có điều kiện điều chỉnh.  Các tổ chức tài chính gặp khó khăn sẽ bị đóng cửa và những tổ chức được coi là khả thi sẽ được tái cấu trúc và tái cấp vốn theo mức quy định. Điều này ảnh hưởng đến các chaebol vì nó hạn chế nghiêm trọng khả năng tiếp cận nguồn tài chính dễ dàng của họ, dẫn đến bảng cân đối kế toán bị đòn bẩy quá mức. Các thông lệ kế toán và quy tắc công bố thông tin được nới lỏng sẽ được củng cố và chuẩn hóa theo thông lệ quốc tế. Do đó, tính minh bạch đã được nâng cao, đáp ứng kỳ vọng của một công ty đại chúng. Các chaebol đồng ý tuân thủ kiểm toán độc lập và có nghĩa vụ cung cấp báo cáo tài chính hợp nhất định kỳ.

### Cải cách do chính phủ dẫn dắt và cuộc khủng hoảng năm 2008
Kim Dae-Jung đã ban hành cái được gọi là "Năm Nguyên tắc Quản trị Doanh nghiệp". Đó là tăng cường tính minh bạch trong quản lý, tăng cường trách nhiệm giải trình giữa chủ sở hữu và người quản lý, xóa bỏ bảo lãnh nợ chéo giữa các công ty con của chaebol, cải thiện cơ cấu vốn và hợp nhất các lĩnh vực kinh doanh cốt lõi. Trong kế hoạch của ông, tỷ lệ nợ trên vốn chủ sở hữu được yêu cầu dưới 200%. Các công ty con của chaebol đang gánh nặng nợ nần hoặc bên bờ vực phá sản được chỉ thị phải thanh lý, bán hoặc sáp nhập. Mỗi tập đoàn chaebol phải chia nhỏ các công ty con và hoạt động của mình để dễ quản lý hơn. Đến cuối năm 1997, mỗi tập đoàn có trung bình 26,8 công ty con. Người ta hy vọng rằng nếu giảm bớt hoạt động, chất lượng của các doanh nghiệp còn lại sẽ được cải thiện. Nhiều chi nhánh không liên quan đến năng lực cốt lõi của họ đã nhanh chóng bị loại bỏ. Nếu bất kỳ tập đoàn nào không đáp ứng các điều kiện trong thời hạn quy định, họ sẽ bị áp dụng các biện pháp trừng phạt nghiêm ngặt. Trong cuộc khủng hoảng tài chính năm 2008, nhiều cải cách trong số này đã đảm bảo sự phục hồi nhanh chóng của các chaebol. Đã từng trải qua một cuộc suy thoái lớn trước đó, họ đã học được cách ứng phó tốt hơn so với các chaebol ở nước ngoài. Với bảng cân đối kế toán lành mạnh hơn đáng kể và dự trữ tiền mặt cao hơn, các chaebol đã có thể tránh được mọi vấn đề thanh khoản. Hơn nữa, với ít công ty con hơn, họ ít bị ảnh hưởng bởi toàn bộ phạm vi của cuộc khủng hoảng và do đó đã giúp duy trì nền kinh tế Hàn Quốc.
Tổng thống Roh Moo-hyun thúc đẩy cải cách sâu rộng hơn nữa. Chính quyền của ông đã thông qua các quy định nghiêm ngặt về kế toán gian lận, thao túng cổ phiếu và kế thừa tài sản bất hợp pháp. Các chaebol buộc phải cải thiện tính khách quan trong hội đồng quản trị. Thay vì để người ra quyết định là người trong nội bộ, công ty liên kết hoặc thành viên gia đình, các chaebol được kỳ vọng sẽ có đại diện phản ánh lợi ích của các nhà đầu tư, đặc biệt là các cổ đông thiểu số, những người có được một số lượng lớn quyền lợi. Kết quả là, các chaebol dễ dàng huy động vốn thông qua vốn chủ sở hữu hơn là vay nợ rủi ro hơn. Điều này là do luật minh bạch mới và tái cấu trúc đã thúc đẩy niềm tin của nhà đầu tư nước ngoài.

## Hình ảnh các chaebol trong văn hóa đại chúng
Giống như nhiều tập đoàn khác trên thế giới, các chaebol Hàn Quốc xuất hiện dày đặc trên các phương tiện truyền thông đại chúng. Có rất nhiều phim truyền hình Hàn Quốc có sự góp mặt của các chaebol và thành viên gia đình chaebol. Một số phim trong số này, bao gồm A Business Proposal, Coffee Prince, What's Wrong with Secretary Kim, King the Land và The Heirs, khắc họa lối sống của các thành viên gia đình chaebol theo phong cách hài hước. Tuy nhiên, một số phim truyền hình khác lại khắc họa tính cách thực dụng và kiêu ngạo của các thành viên gia đình chaebol, bao gồm Innocent Defendant, Remember, Vincenzo, Reborn Rich và Big Mouth, phản ánh sự bất bình đẳng thu nhập nghiêm trọng và tham nhũng chính trị liên quan đến các chaebol ở Hàn Quốc.
Ngoài ra, nhiều thành viên gia đình chaebol đã sử dụng các phương tiện truyền thông xã hội như Instagram và Twitter, nơi họ đăng tải những khoảnh khắc đời tư của mình. Một số chaebol cũng tham gia vào các xu hướng phổ biến trên mạng xã hội như mukbang, như được thấy trên kênh YouTube của Ham Yon-Ji, 햄연지 YONJIHAM. Một số người cho rằng những nỗ lực nhân bản hóa các tập đoàn tài phiệt này hoàn toàn là chiến lược tài chính.